# DUM SPIRO SPERO
『DUM SPIRO SPERO』（ドゥム・スピーロウ・スペイロウ）は、日本のバンドDIR EN GREYのメジャー8作目のアルバム。

## 概要
- 前作『UROBOROS』から2年9ヶ月振りとなるオリジナルアルバム。
- 「激しさと、この胸の中で絡み付いた灼熱の闇」の制作過程の時からアルバム製作が始まっていたが、3月11日に起きた東日本大震災によりレコーディングが一時期中断された。雑誌「AMON」で、震災後に制作された曲の中に地震の影響が多少入っている曲の存在が明らかになっている。
- 発売1週間前に海外で発売されてしまい（日本においてもその輸入盤が楽天のショップなどで販売された）、これが引き金となって、日本ではまだ公式発売されていないにもかかわらず、YouTubeやニコニコ動画に楽曲が無断公開される事態が発生した。
- アルバム発売を目前に、全国のCDショップのうち選ばれた店舗で、メンバーがゾンビと化した特別デザインのポスターがランダムに披露された。また、同デザインが施された街宣車が東京の街中を走った。
- 全米ビルボード200で、初週に3900枚を売り上げて初登場135位を記録したが[3]、前作『UROBOROS』に比べ、順位・売上枚数ともに下げる結果となった。
- タイトルは「息の続く限り、わたしは希望を持つ（ドゥム・スピーロー、スペーロー）」というラテン語である。

## 収録曲
Disc 1
完全生産限定盤、通常盤共通の内容となっている。
全作曲:DIR EN GREY 詩:京
1. 狂骨の鳴り
初披露は『WACKEN 2011』と『OVERSEAS (EU) TOUR2011 PARADOX OF RETALIATION』で、登場SEとして用いられている。冒頭のピアノのフレーズが、次曲「THE BLOSSOMING BEELZEBUB」の終盤辺りにも登場する。
2. THE BLOSSOMING BEELZEBUB
収録楽曲の中では終盤に完成した楽曲。いわゆるAメロ・サビといった概念はなく、一方通行で曲が展開される。完全生産限定盤では、この曲をモチーフとした歌詞カードが作られた。アウトロでは曲が一旦終了した後、ドラムとベースの演奏が始まり、次曲「DIFFERENT SENSE」へとそのまま繋がる。
3. DIFFERENT SENSE
薫原曲。25thシングル。ミックスがし直され、シングルと比べ音が僅かに変わっている。
4. AMON
宝島社より、CD付きブックレット「AMON」として7月22日に先行販売され、付属CDに「残 -Wizardry Ver-」と共に収録された。アルバムを制作するにあたり、シングル「DIFFERENT SENSE」とともに制作初期に作られていた（雑誌「AMON」で薫が「AMONを制作したことによりアルバムの全体像が見えた」と語っている）。
5. 「欲巣にDREAMBOX」あるいは成熟の理念と冷たい雨
京原曲。
6. 獣慾
「全体の曲調とは雰囲気の違うメロディを入れたりと試していたが、最終的にはだいぶ抜いた」と京が雑誌「BURRN!」のインタビューで語っている。
7. 滴る朦朧
Toshiya原曲。
8. LOTUS
Die原曲。24thシングル。Tue Madsenによりミックスされたバージョンで収録。シングルに比べ京のボーカルの入りがごく僅かに変わっている。
9. DIABOLOS
約10分程の長さの曲。当初は5分程度の長さであったが(完全生産限定盤のDISC2に収録されている)、物足りなさを感じた薫が様々な要素を付け足していった結果この尺の長さとなった。このことに関してShinyaは「ドラムのレコーディングは既に終わっていたが、1から録り直すことになって苦労した」と語っている。ギターの持ち替えなどを少なくする目的も含め、薫曰く「より一連の流れとして聞けるように構成された楽曲」と説明されている。ライブでの初披露は『「a knot」LIMITED -2012.10.10 SHIBUYA-AX-』である。
10. 暁
Toshiya原曲。
11. DECAYED CROW
ライブでの初披露は「TOUR2011 PARADOX OF RETALIATION」である。
12. 激しさと、この胸の中で絡み付いた灼熱の闇
23rdシングル。7弦ギターでの録り直しがされ、Tue Madsenによりミックスされたバージョンで収録。
13. VANITAS
Die原曲。プリプロをしている最中に東日本大震災が発生し、レコーディングが一時中断された。ライブでの初披露は『「a knot」LIMITED -2012.10.10 SHIBUYA-AX-』であるが、それ以前はオルゴールによるインストゥルメンタル版が退場SEとして用いられていた。
14. 流転の塔
雑誌「AMON」では、Toshiyaが「個人的にはシングルカットしてもいいかな」と語っている。
2014年発売シングル『SUSTAIN THE UNTRUTH』にてアコースティックアレンジを施したものが収録された。またその際、歌詞が一部変更された。

Disc 2
完全生産限定盤のみ。
1. 羅刹国
再構築バージョン。原曲は2000年に発売されたアルバム『MACABRE』に収録されている。歌詞の順序が原曲とは微妙に異なっている。
2. AMON (Symphonic Ver.)
イントロのストリングパートを元にしたSEが『TOUR2011 THE DECOMPOSITION OF THE MOON』で開演SEとして使用された。
3. 流転の塔 (Unplugged Ver.)
4. DIABOLOS (Demo2010, Short Ver.)
先述の通りデモ版。異例ではあるが、『TOUR18 真世界』ではこちらのバージョンが披露されている。
5. 暁 (Demo2010)
6. THE BLOSSOMING BEELZEBUB (Remix)
薫がリミックスを担当。
7. 「欲巣にDREAMBOX」あるいは成熟の理念と冷たい雨 (Remix)
Toshiyaがリミックスを担当。
8. 滴る朦朧 (Remix)
Shinyaがリミックスを担当。
9. 暁 (Remix)
Dieがリミックスを担当。
10. DECAYED CROW (Remix)
京がリミックスを担当。

Disc 3
完全生産限定盤のみ付属のDVD。
1. RECORDING & INTERVIEW
2. 激しさと、この胸の中で絡み付いた灼熱の闇 (Scenes From 「a knot」only TOUR2011 THE DECOMPOSITION OF THE MOON)
3. LOTUS (Scenes From 「a knot」only TOUR2011 THE DECOMPOSITION OF THE MOON)
4. DIFFERENT SENSE (Scenes From 「a knot」only TOUR2011 THE DECOMPOSITION OF THE MOON)
5. 獣慾(Scenes From 「a knot」only TOUR2011 THE DECOMPOSITION OF THE MOON at KYOTO FANJ on May 26, 2011)
6. VANITAS (In-Studio Footage)
7. 残(PV)

Disc 4,5
完全生産限定盤のみ付属の小鐵徹によりマスタリングされたアナログ盤。Disc 1と収録曲は同内容。数量限定でサイン付アナログ盤ジャケットが封入されている。アナログ盤が入っているジャケットの外装は、アルバム通常盤のデザインと同じものである。

## 特典
完全生産限定盤のみ。完全生産限定盤を購入した人のみを対象とした特典である。
以下のものは購入者共通とされる。
1. 完全生産限定盤購入者を対象に、チケットが購入できるライブ、「購入者限定ライブ」が企画されている。
2. 『DUM SPIRO SPERO』へのレビューページなどに行ける特設サイトへのパスワードが封入される。
3. アルバム発売記念Tシャツとは別となる、購入者限定Tシャツが販売される。

また、予約店頭によって個別の特典がある。